# 觉醒文化

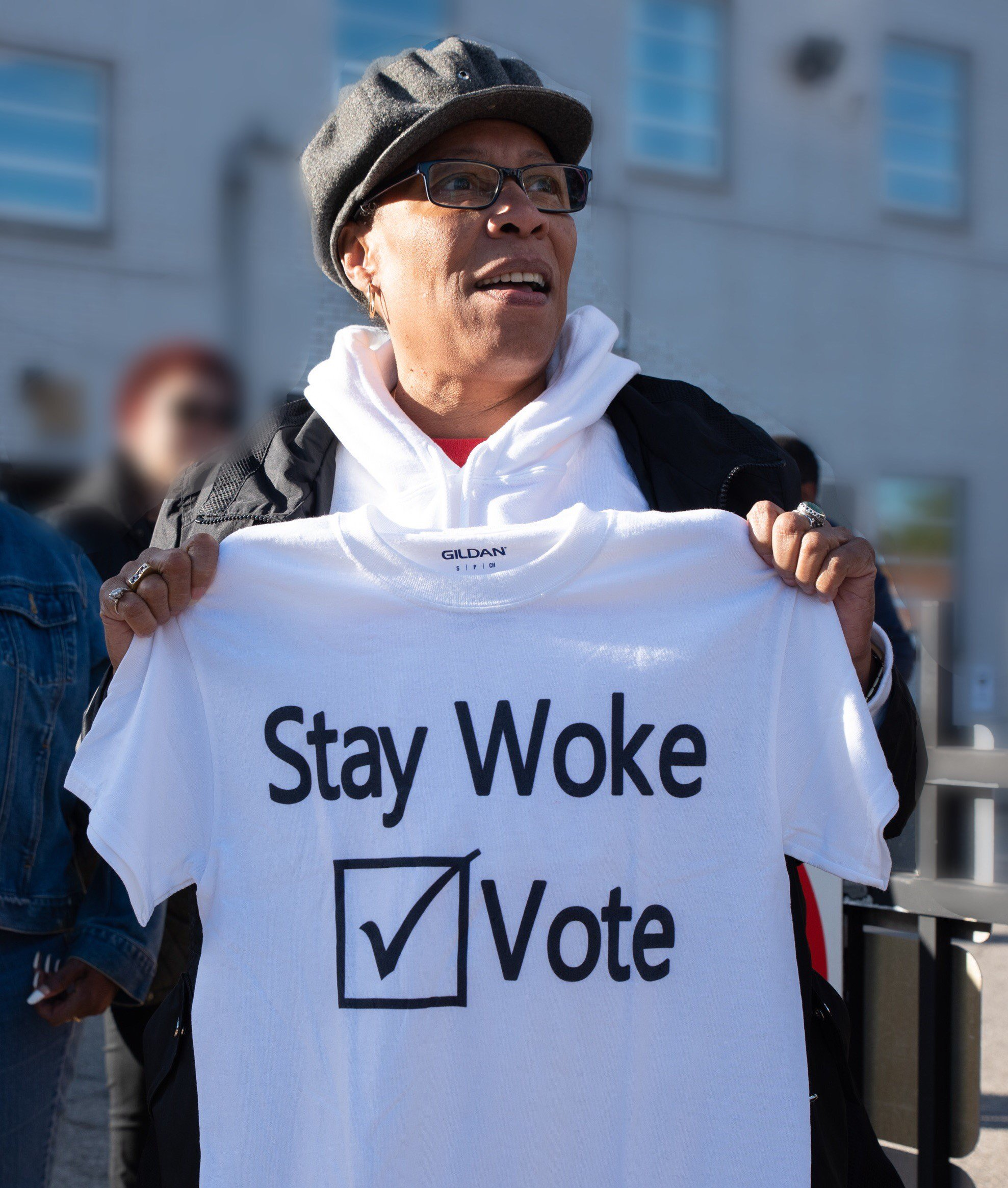
2018年，美国国会议员玛西亚·福吉手舉写有 “保持清醒，投票” 的T恤

觉醒文化（英語：Woke）是一個起源於1930年代的詞語，在非裔美國人英語中，原用以指代對於種族歧視和偏見現象的察覺的形容詞，通常以“保持清醒”（英語：stay woke）的詞組形式出現。該詞自2010年代開始被用於形容對社会不平等、有色人種、同性戀社群和女性身份認同政治等左翼政治議題的察覺與關注。2020年代，西方国家许多右翼政治人士和一些中间派人士开始讽刺性地使用这个词来贬低各种左翼和进步运动。
在2014年邁克爾·布朗命案引發的示威期間，該詞被“黑人生命平權運動”（Black Lives Matter） 活動家用於推廣社會對於非裔美國人遭受的槍枝暴力的關注。隨後該詞在左翼進步主義白人群體、以及Y世代和Z世代中被廣泛使用，並擴散至美國以外。在2017年，“覺醒文化”被牛津英語詞典收錄。